# La Motte-Fanjas
La Motte-Fanjas è un comune francese di 172 abitanti situato nel dipartimento della Drôme della regione dell'Alvernia-Rodano-Alpi.

## Società

### Evoluzione demografica
Abitanti censiti